# Ehrenberg (Rheinisches Schiefergebirge)
Der Ehrenberg ist ein 345 m ü. NHN hoher Bergrücken im Osten der Stadt Wuppertal und ist gleichzeitig Namensgeber für das Wohnquartier Ehrenberg.

## Topologie
Der Berg liegt im östlichsten Wuppertaler Stadtbezirk Langerfeld-Beyenburg direkt an der Grenze zur Nachbarstadt Schwelm. Über ihn verläuft die Grenze zwischen dem Rheinland und Westfalen. Er wird im Süden und Westen von der Wupper begrenzt, die hier auf einer Höhe von 183 bis 160 Metern den Berg umgibt. 
Die südlichen und westlichen Hänge des Ehrenberges sind steil und dicht bewaldet. Auf der eher flachen Höhe befinden sich neben einem Milchviehbetrieb mit eigener Hofkäserei und Hofladen einige überwiegend von Wiesen umgebene Gehöfte, auf denen nur noch im Nebenerwerb Landwirtschaft betrieben wird. 
Auf den westlichen und nördlichen Ausläufern haben sich in den letzten Jahrzehnten Wohnsiedlungen des Stadtteils Langerfeld ausgedehnt.
Im Westen verläuft am Berghang die Autobahn Bundesautobahn 1 (A 1); im Süden des Ehrenberges befindet sich ein Wildgehege.

## Geschichte

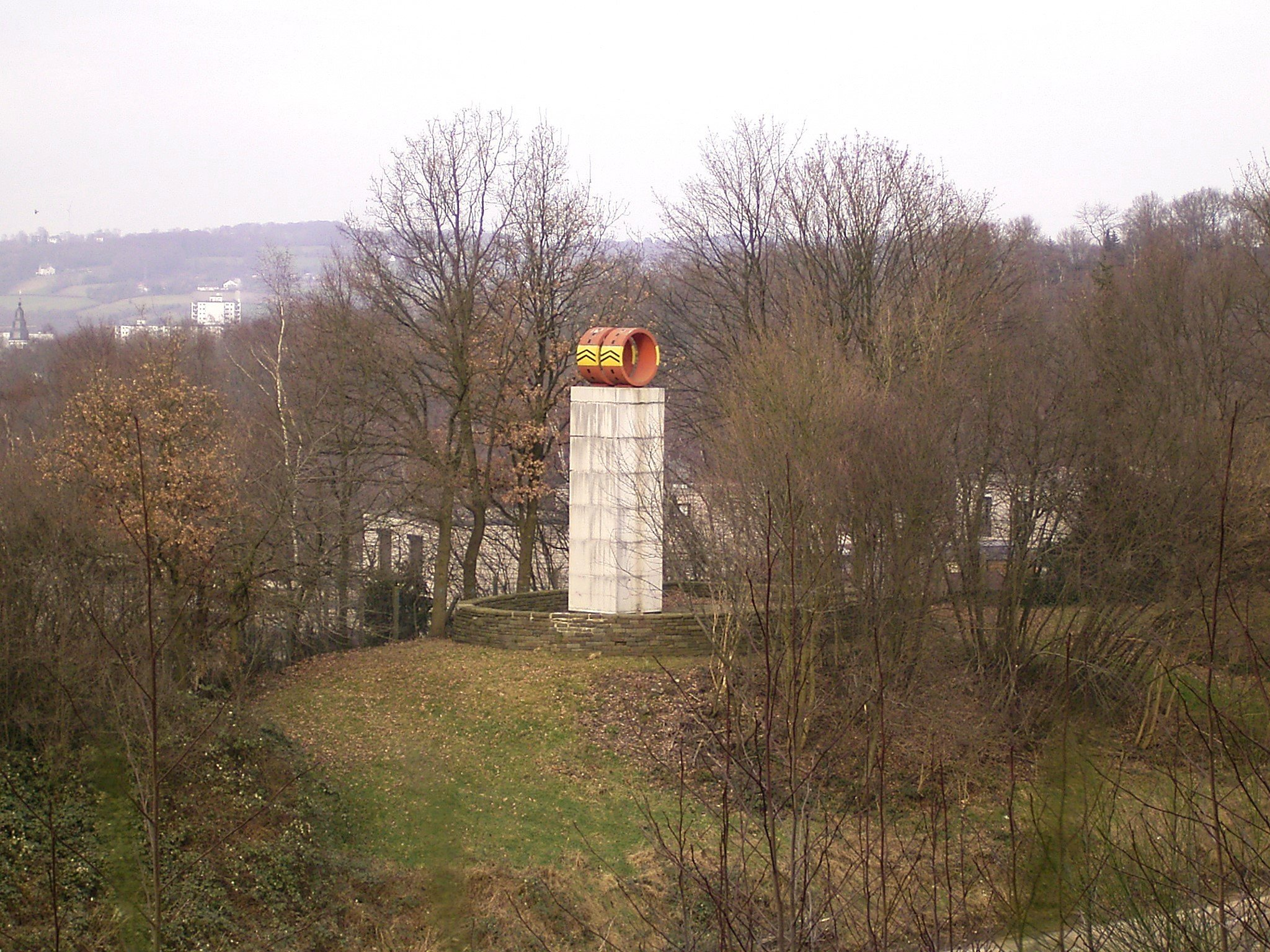
Denkmal von Peter Brüning am Autobahnparkplatz Ehrenberg

Der Name Ehrenberg geht aus dem Waldgebiet Mehrenberger Mark hervor, dessen Kurzform Im Mehrenberg zu Im Ehrenberg verschliffen wurde. Der spätere Markwald war im Frühmittelalter ein Teil eines Grenzwalds zwischen dem Siedlungsraum der Sachsen und der Franken. Die gleichnamige Flur Ehrenberg beim Schwelmer Winterberg zeugt ebenfalls von der Ausdehnung der Mehrenberger Mark.
In der Zeit der Territorialbildung im Hochmittelalter war der Ehrenberg Teil des kurkölnischen Kirchspiels Schwelm und gelangte bis spätestens 1324 in dem Besitz der Grafen von der Mark. Die Wupper am Fuß des Bergs bildete nun den Grenzfluss zwischen der Grafschaft Mark und dem Herrschaftsbereich der bergischen Herzögen, deren Amt Beyenburg auf der anderen Flussseite lag. Die bergischen Herzöge besaßen zudem die Wildbannrechte im Waldgebiet, so dass der Holzrichter – obwohl märkisches Territorium – von dem Beyenburger Amtmann gestellt wurde. 
Die bäuerlichen Nutzungs- und Eigentumsrechte der Mehrenberger Mark (Gerechtsame) wurden in der Mehrenberger Markenrolle gelistet, die in der kleinen Ortschaft Weuste bei Beyenburg aufbewahrt wurde, wo bei Streitigkeiten auch der Gerichtsort war.
Im 19. Jahrhundert war der Ehrenberg Teil der Landgemeinde Langerfeld, die 1922 in Barmen eingemeindet wurde. So kam der Ehrenberg 1929 zu Wuppertal, aber auch die jahrhundertealte Grenze zwischen dem Rheinland und Westfalen verschob sich durch die Eingemeindung in das rheinische Barmen von der Wupper auf den Höhenrücken des Ehrenbergs, wo sie nun heute verläuft.
Noch heute befinden sich im Ehrenberg teilweise gut erhaltene Stollen, die früher einen Teil der Stadt Schwelm mit Wasser versorgten.

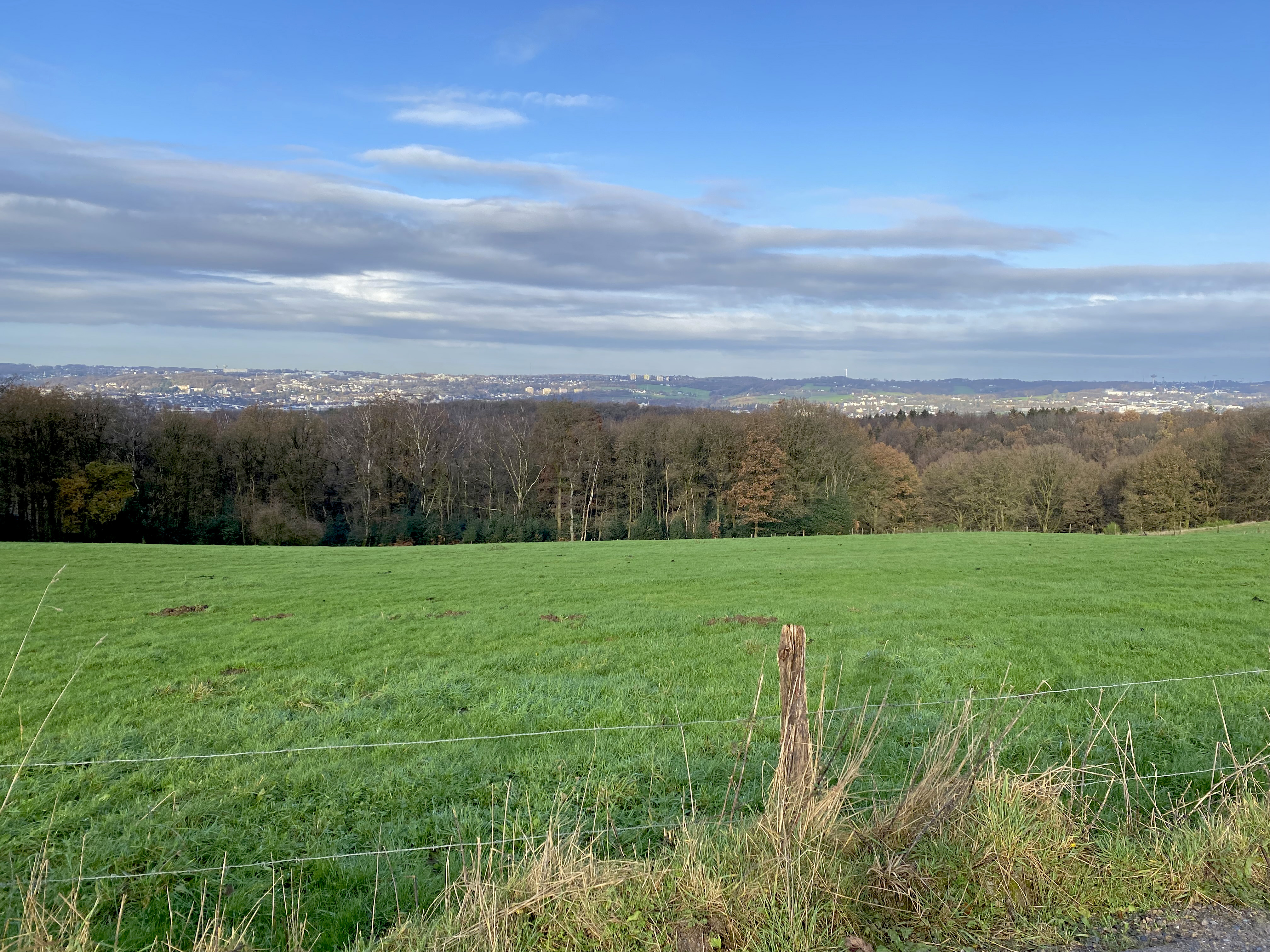
Ausblick auf die Nordhöhen von Wuppertal
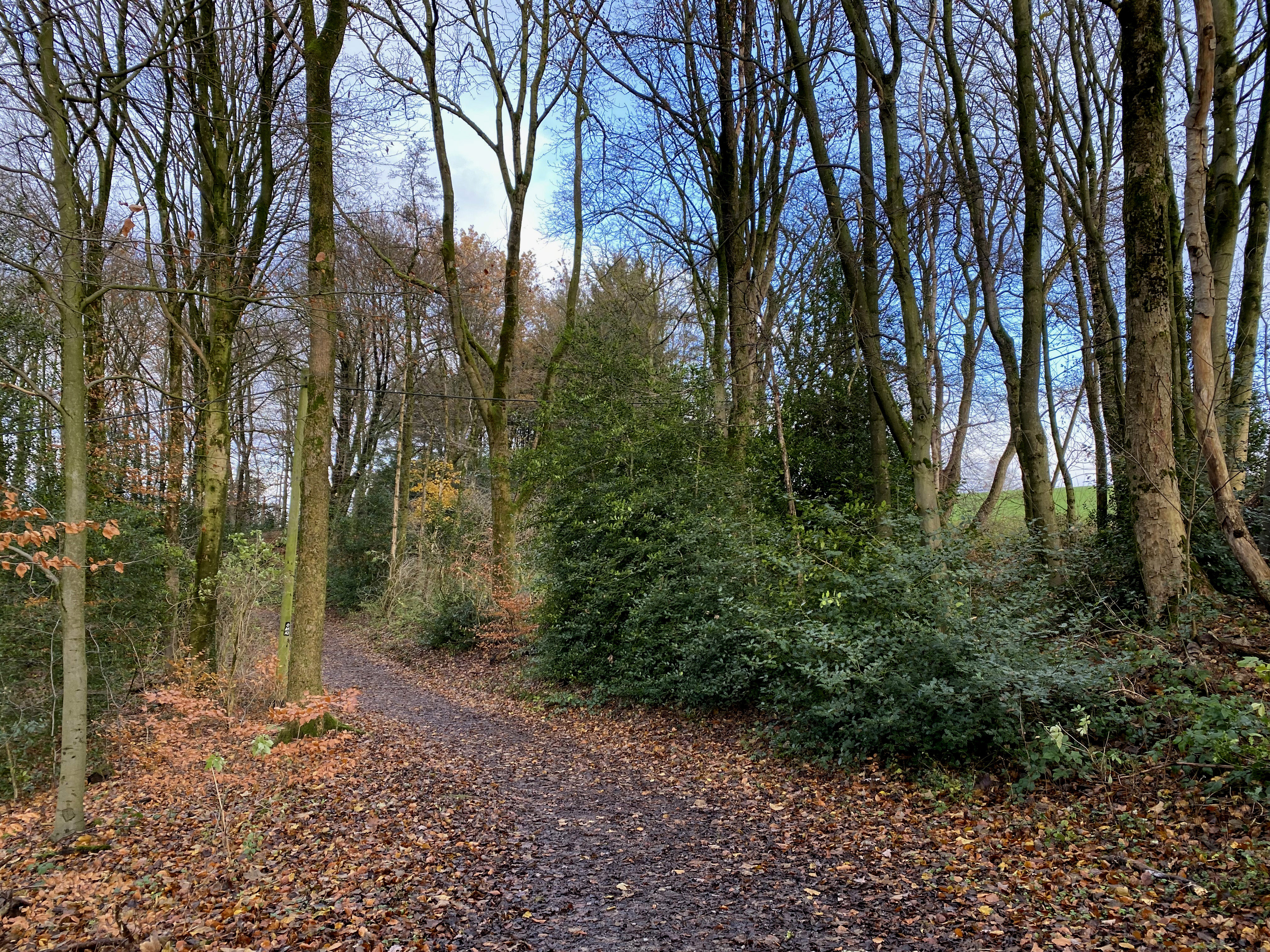
Waldgebiet Ehrenberg
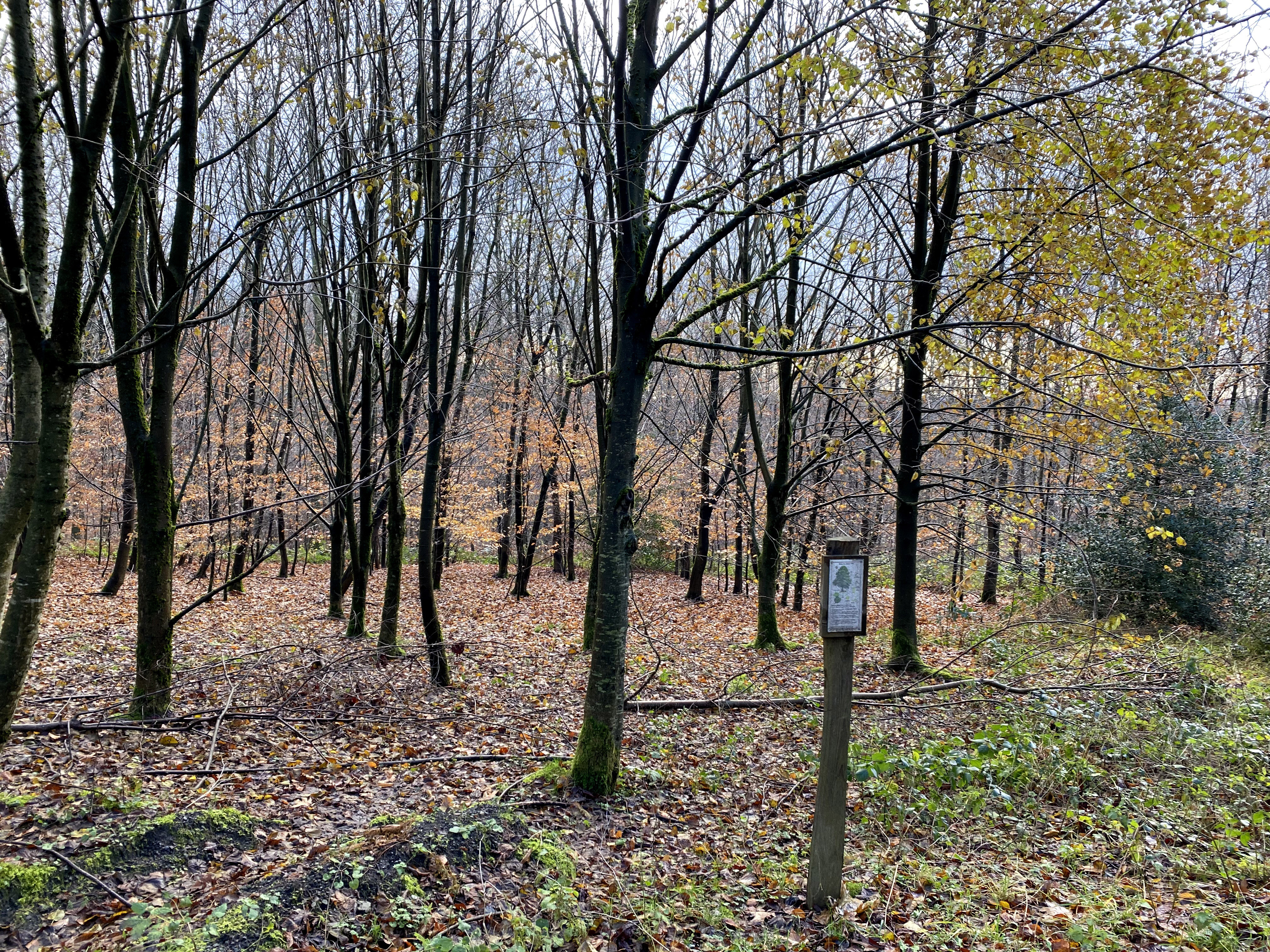
Waldlehrpfad Ehrenberg
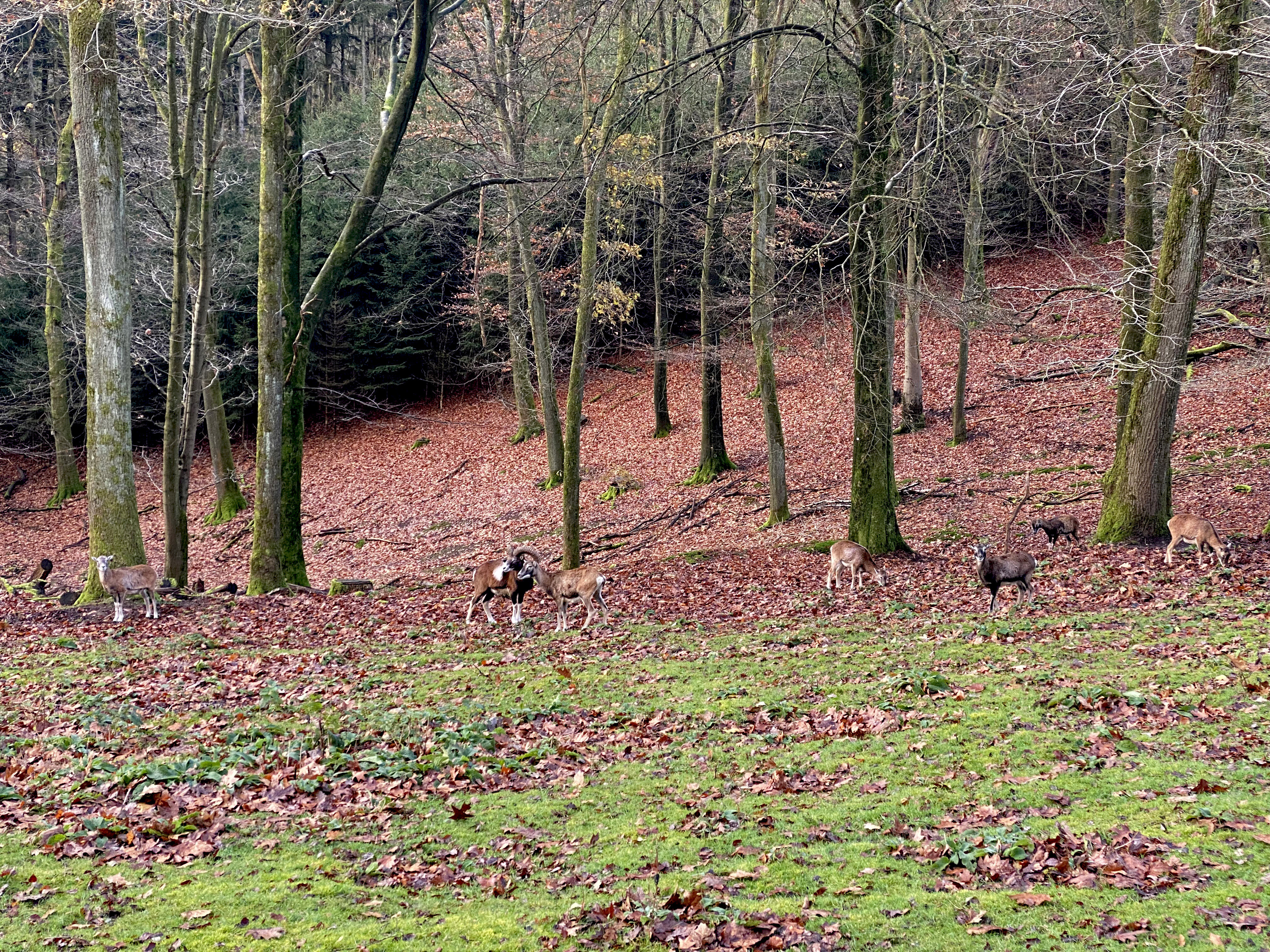
Wildgehege Ehrenberg
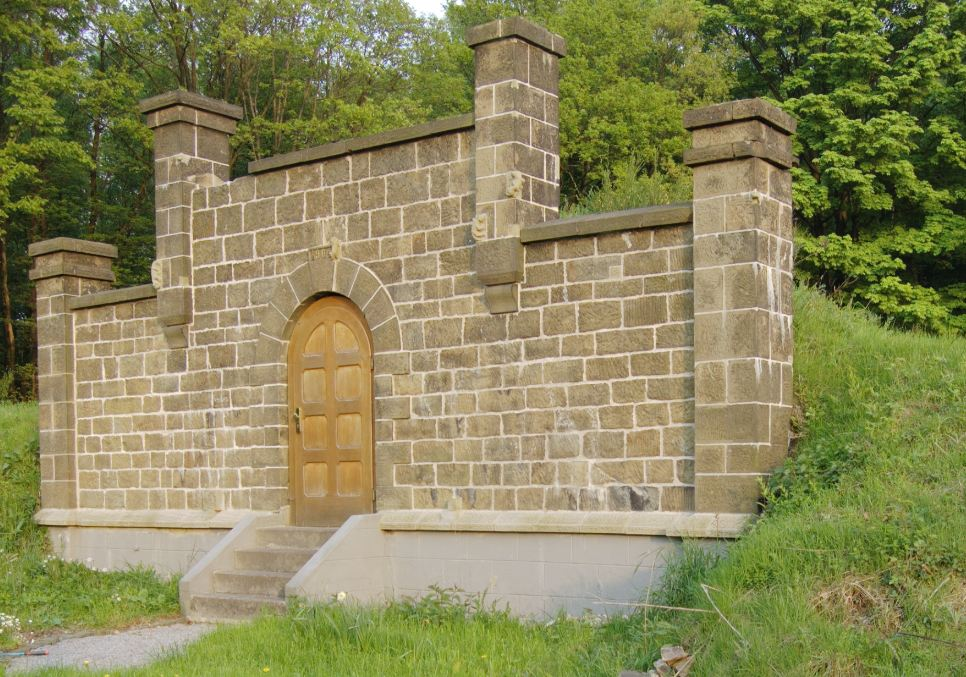
Baudenkmal histor. Wasserbehälter (1902-04) Wuppertal Langerfeld Ehrenberg